# U-Bahnhof Großhansdorf
Der U-Bahnhof Großhansdorf ist die Endhaltestelle des Großhansdorfer Abzweigs der Hamburger U-Bahn-Linie U1. Das Kürzel der Station bei der Betreiber-Gesellschaft Hamburger Hochbahn lautet „GH“.

## Anlage

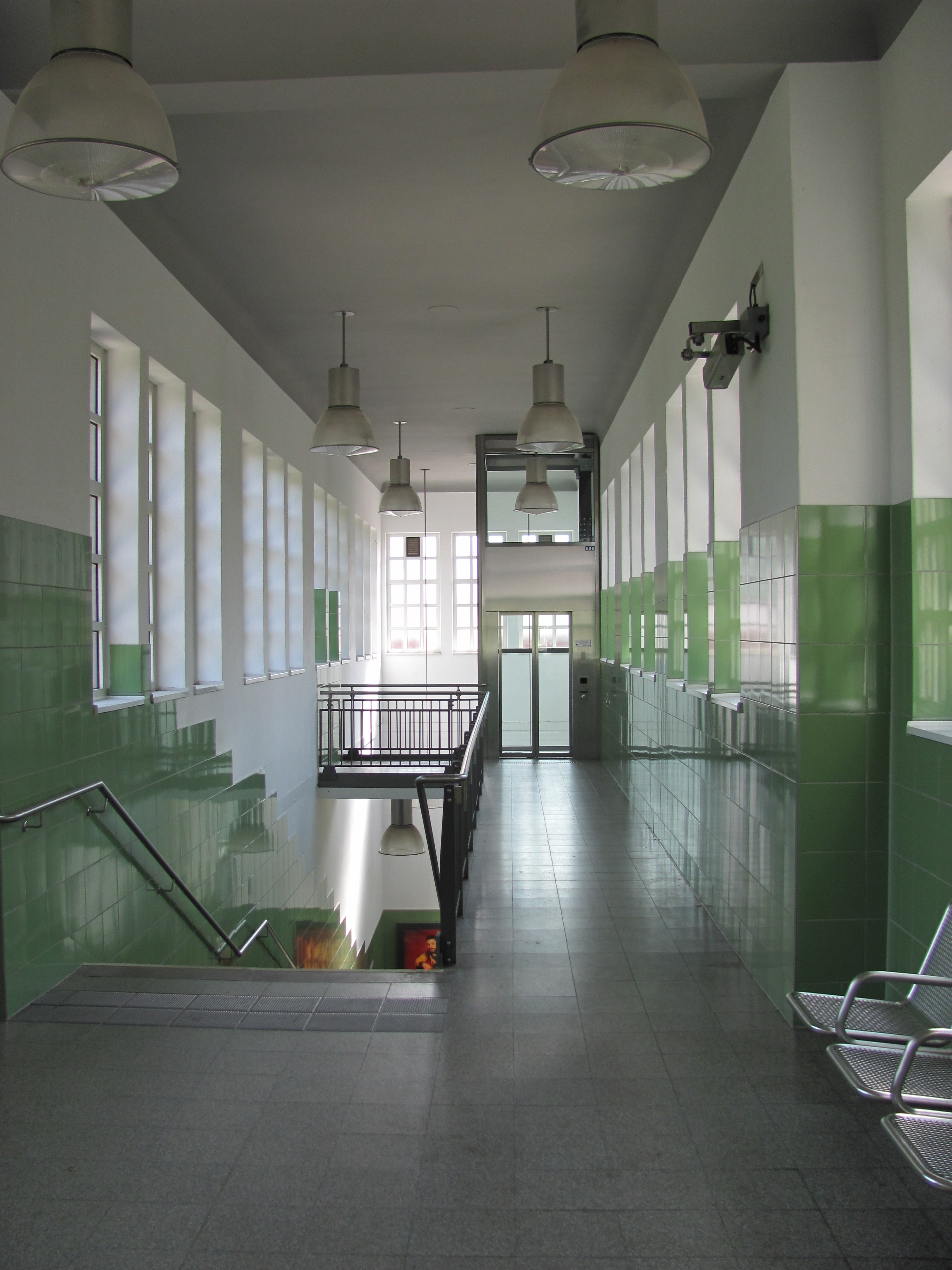
Treppenabgang und Aufzug

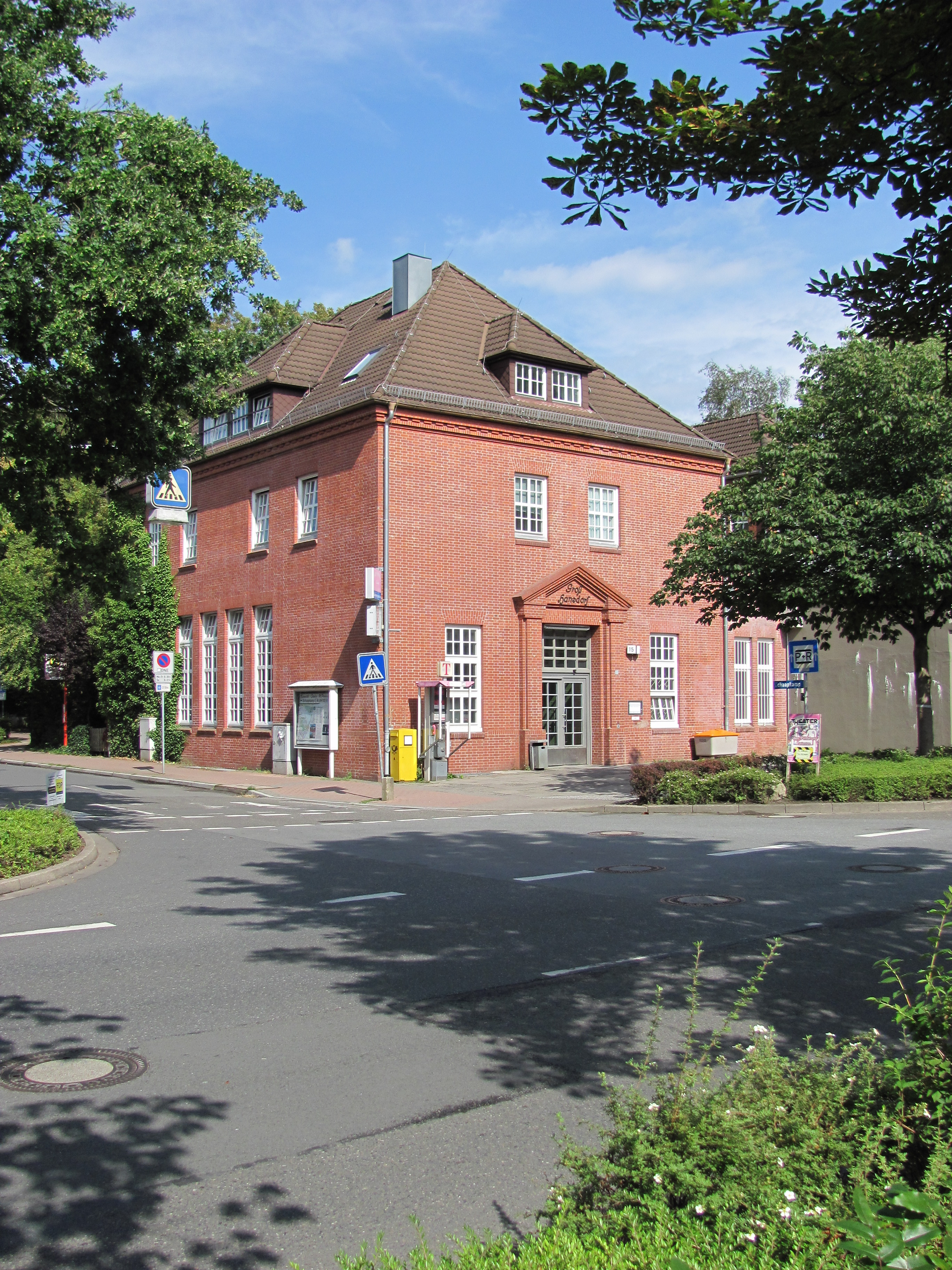
Das Bahnhofsgebäude, Entwurf: Eugen Göbel

Der Bahnhof verfügt über einen etwa 120 Meter langen Mittelbahnsteig in Dammlage. Er befindet sich parallel zur Straße Schaapkamp und endet an der Ecke Schaapkamp/Eilbergweg, der nach dem Bahnsteig mit einer Brücke überquert wird.
Am Eilbergweg befindet sich eine Park+Ride-Anlage mit 62 Stellplätzen.
Die Anlage ist barrierefrei erreichbar.

## Geschichte
Der Bahnhof wurde nach Plänen von Eugen Göbel ab 1912 gebaut, aber erst 1921 zunächst mit nur einem Gleis eröffnet. Der Bau war jedoch bereits sehr viel früher abgeschlossen. Ursprünglich war eine Verlängerung zum Bahnhof Beimoor geplant. Der Damm und das Bahnhofsgebäude waren bereits fertig, doch geplante Rüstungsbetriebe wurden nach dem Ersten Weltkrieg und mit dem Versailler Vertrag verworfen. Auf dem Damm wurde 1932 eine zweigleisige Kehrgleisanlage eröffnet und das zweite Bahnsteiggleis wurde wiedereröffnet. Im Jahr 2007 wurden die Gleisanlagen modernisiert und ein Aufzug eingebaut.
| Linie | Verlauf |
| ----- | --- |
| U 1   | Norderstedt Mitte – Richtweg – Garstedt – Ochsenzoll – Kiwittsmoor – Langenhorn Nord – Langenhorn Markt – Fuhlsbüttel Nord – Fuhlsbüttel – Klein Borstel – Ohlsdorf – Sengelmannstraße (City Nord) – Alsterdorf – Lattenkamp (Sporthalle) – Hudtwalckerstraße – Kellinghusenstraße – Klosterstern – Hallerstraße – Stephansplatz (Oper/CCH) – Jungfernstieg – Meßberg – Steinstraße – Hauptbahnhof Süd – Lohmühlenstraße – Lübecker Straße – Wartenau – Ritterstraße – Wandsbeker Chaussee – Wandsbek Markt – Straßburger Straße – Alter Teichweg – Wandsbek-Gartenstadt – Trabrennbahn – Farmsen – Oldenfelde – Berne – Meiendorfer Weg – Volksdorf / Streckenast Ohlstedt – Buckhorn – Hoisbüttel – Ohlstedt \ Streckenast Großhansdorf – Buchenkamp – Ahrensburg West – Ahrensburg Ost – Schmalenbeck – Kiekut – Großhansdorf |